# 景荔道站
景荔道站位于天津市津南区双港镇微山南路与景荔道交叉口，是建设中的天津地铁8号线的地铁车站。

## 车站结构
景荔道站站厅位于车站地下一层，站厅内设有地铁客服中心，可为乘客提供人工购票及地铁储值卡的发售充值、失物招领等服务。另外，站厅内还设有自动售票机、验票机等自助服务设施。站台位于车站地下二层，为岛式站台，并设有全高式屏蔽门。
| 地面     | 出入口             | A、C、D出入口                            |  |  |
| 地下一层 | 站厅               | 客服中心、自动售票机、验票机             |  |  |
| 地下二层 |                    | █ 8号线 往渌水道（景荷道）               |  |  |
|          | 岛式站台，左侧开门 |                                          |  |  |
|          |                    | █ 8号线 往咸水沽西（天津大学北洋园校区） |  |  |

## 车站出口
景荔道站共设4个出口，各出口及周围设施如下所示：
|          |      |                          |              |
| 出口编号 | 照片 | 地点                     | 可到达目的地 |
| 出口 · A |      | 微山南路东侧，景荔道北侧 |              |
| 出口 · B |      | 微山南路西侧，景荔道北侧 |              |
| 出口 · C |      | 微山南路西侧，景荔道南侧 | 民盛园       |
| 出口 · D |      | 微山南路东侧，景荔道南侧 | 新尚园       |

## 车站历史
- 现站点南北附近最初规划有天津地铁6号线的车站[1]，分别命名为景茗道站和双港新家园站。
- 在2016年公布的规划中，已经说明该段线路调整为天津地铁8号线。
- 在2019年1月7日天津轨道交通集团公布的《天津地铁6号线工程（梅林路站-咸水沽西站）环境影响报告书（征求意见稿）》中，该站被命名为景荔道站[2]，线路远期与天津地铁8号线贯通运营。